# سامر خير أحمد
سامر خير أحمد خرينو: كاتب عربي من الأردن. اختص بموضوعات النقد الحضاري لأزمة النهضة العربية، من زواياها الفكرية والسياسية والتنموية.
عرض أطروحته حول «المصاحبة الحضارية» في العام 2009، من خلال كتابه «العرب ومستقبل الصين»، ومفادها أن الإمكانية المعقولة الوحيدة بالنسبة للأمم المتأخرة، للحاق بركب الحضارة والدخول في مجال التأثير الإنساني، تتمثل في إقامة تحالفات حضارية مع الأمم التي تفوقها تحضّراً، كي تستفيد مما لديها من منجزات، من موقع الشريك لا من موقع المستهلك، فتتمكن من هضم تلك المنجزات ضمن مساعيها التحضّرية، على أن يكون ثمة لديها بالمقابل ما تقدمه لحليفتها الناهضة، مما يفيد تلك الحليفة في ما هي عليه من تقدم، أو تستعمله في إدامة وتطوير تقدمها.
لقي ذلك الكتاب انتشاراً واسعاً، وتُرجم إلى اللغات الصينية والإنجليزية، ونال عليه عدداً من الجوائز.

## المؤلفات
- نهضة الشرق: إخفاق الربيع العربي وآفاق صعود الصين[1] (2019).
- إدارة التنمية الثقافية[2] (2017).
- العرب ومستقبل الصين[3]، (2009، 2013، 2014، 2015): صدر بالعربية في دبي وعمّان وبالصينية في بكين وبالإنجليزية في لندن.
- العلمانية المؤمنة[2] (2012).
- الماضوية:[3] الخلل الحضاري في علاقة المسلمين بالإسلام (2007).
- الحركة الطلابية الأردنية[2] 1948- 1998، (2000).

## الجوائز
- جائزة الكتاب المتميز الصينية للعام 2015،[2] من هيئة النشر الحكومية الصينية، عن كتاب «العرب ومستقبل الصين».
- جائزة جامعة فيلادلفيا لأحسن كتاب للعام 2014،[2] عن كتاب «العرب ومستقبل الصين».
- جائزة الملك عبد الله الثاني ابن الحسين للإبداع للعام 2016،[2] عن مشروع «التنمية الثقافية للأطفال في عمّان».
- جائزة شرحبيل بن حسنة للإبداع للعام 2001، عن كتاب «الحركة الطلابيّة الأردنية».

## الكتابة الصحفية
- كتب في صحيفة «الرأي» الأردنية اليومية بين عامي 2000 و2004.
- كتب في صحيفة «الغد» الأردنية اليومية بين عامي 2004 و2015.
- كتب في صحيفة «العربي الجديد» اليومية ابتداءً من العام 2016.

## الوظائف التي عمل بها
- المدير العام لمؤسسة مجموعة العمل الثقافي للمدن العربية[2] (ابتداءً من العام 2016).
- المدير التنفيذي للشؤون الثقافية في أمانة عمّان الكبرى (2009 - 2018).
- رئيس تحرير مجلة «عمّان» الثقافية (2009 - 2011).

## الدراسة الأكاديمية
حصل على درجة البكالوريوس في الهندسة الكيميائية من الجامعة الأردنيّة في عمّان، العام 1997.
لكنه رغب عن ممارسة الهندسة إلى العمل في الكتابة والتأليف والإدارة الثقافية.

## العضوية في الهيئات والمجالس
- عضو رابطة الكتّاب الأردنيين (ابتداءً من العام 2001).
- عضو شرف اتحاد المصورين العرب (ابتداءً من العام 2013).
- عضو مجلس كلية الفنون الجميلة في جامعة اليرموك (2010/ 2011).
- عضو اللجنة العليا لمهرجان المسرح الأردني السادس عشر (2009).
- عضو اللجنة العليا لمكتبة الأسرة الأردنية للأعوام: 2009 و2013 و2014 و2015 و2016 و2017 و2018.
- عضو اللجنة الثقافية في معرض عمّان الدولي للكتاب للعام 2010 والعام 2017.
- عضو لجنة الذخيرة العربية (لجمع الإنتاج المعرفي العربي إلكترونياً) للأعوام: 2010، 2011، 2012.
- عضو اللجنة العليا لمهرجان المسرح العربي الرابع (2011/2012).
- عضو لجنة التحكيم في مهرجان الأردن الدولي التاسع للصورة (2011).
- عضو لجنة جائزة فلسطين الدولية لمسابقة التصوير الفوتوغرافي للأعوام: 2015 و2017 و2018.